# Sebastianswein
Der Sebastianswein bzw. die Sebastiansminne war eine volkstümliche Form der Verehrung des Heiligen Sebastian durch Trinken des speziell geweihten Sebastiansweins, insbesondere am Sebastianstag (20. Januar). Sie gehört in den Bereich des Minnetrinkens, wurde nur an einzelnen Orten praktiziert, seltener als im vergleichbaren Fall des Johannisweins, und ist aus Süddeutschland  vom Mittelalter bis ins frühe 20. Jahrhundert nachgewiesen.
In Regensburg ist der (nichtkirchliche) Brauch unter dem Namen „St. Sebastians Pfeil“ im Jahr 1520 bezeugt, in Italien ähnlich bereits im 15. Jahrhundert, um sich vor der Pest zu schützen.

## Ebersberg

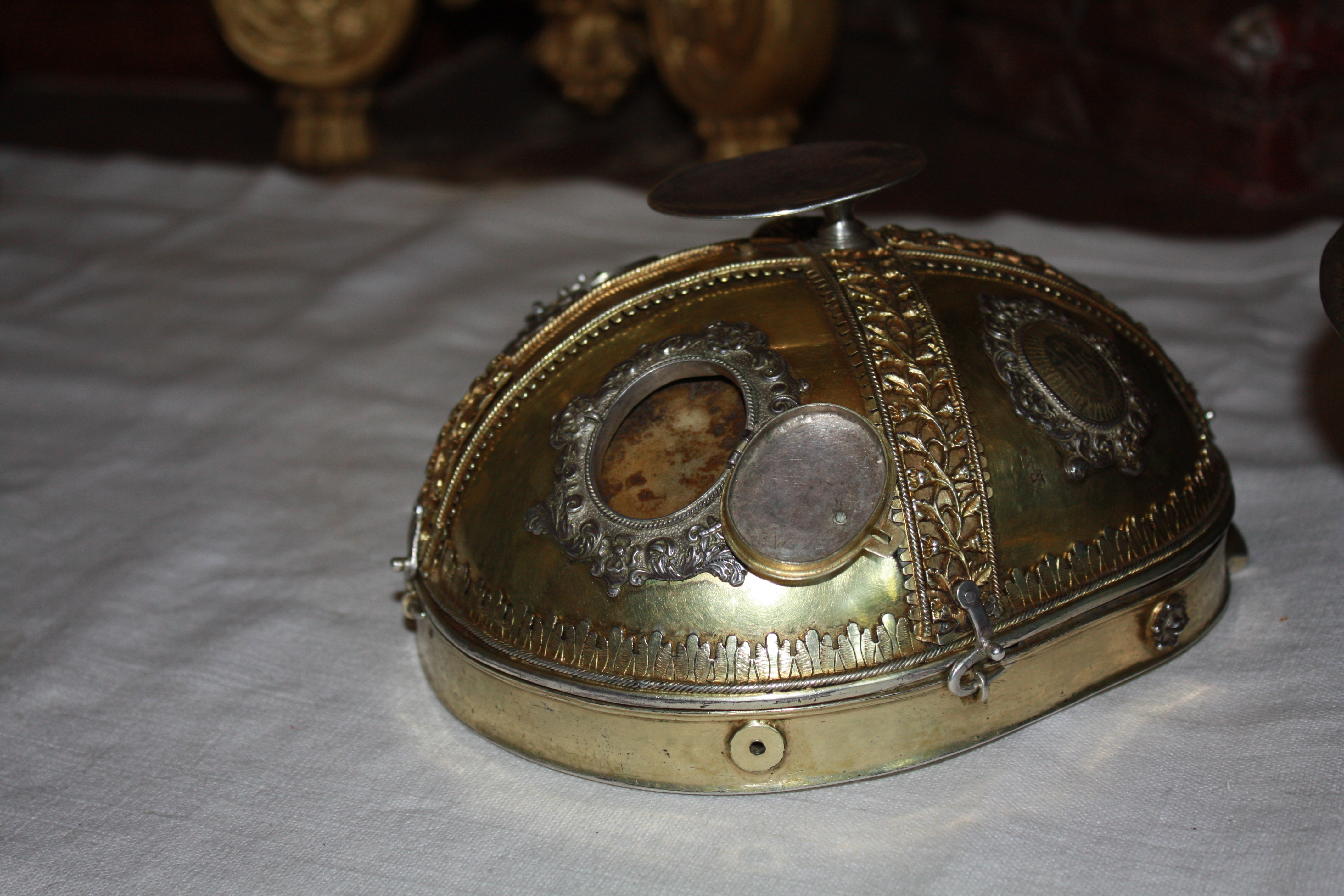
Reliquiar in Ebersberg (aus der Reliquienbüste herausgenommen)

Das oberbayerische Kloster Ebersberg war ein Zentrum der Verehrung des Heiligen. Die Reliquie seiner Hirnschale wird seit 931 in der jetzigen Pfarrkirche St. Sebastian in Ebersberg aufbewahrt. Aus dieser in Silber gefassten Reliquie bzw. ab der Mitte des 17. Jahrhunderts bis 1923 aus einem silbernen Kelch wurde den Gläubigen der Sebastianswein gereicht, und zwar mit zwei silbernen Röhrchen (lateinisch fistulae genannt) als Trinkhalme. Bei seiner Reise von Tirol nach Regensburg im Jahr 1613 trank Erzherzog Maximilian in Ebersberg den Sebastianswein, führte danach einen geweihten Sebastianspfeil mit sich und schrieb der dadurch vermittelten segensreichen Wirkung zu, dass während der gesamten Reise kein Angehöriger des Hofes an der Pest starb. 1688 ist die Rede von heilsamer Wirkung bei Pest, hitzigem Fieber, roter Ruhr, Ausdörrung der Glieder, Wahnsinn, Aussatz, Stummheit, Kindsnöten, Geschwüren, Fraisen, Schlaganfällen. Geweihter Wein, Wasser und Pfeile wurden auch nach auswärts versandt, beispielsweise an die katholischen Kaiser- und Fürstenhöfe von Wien, München und Köln.

## Oberpfalz

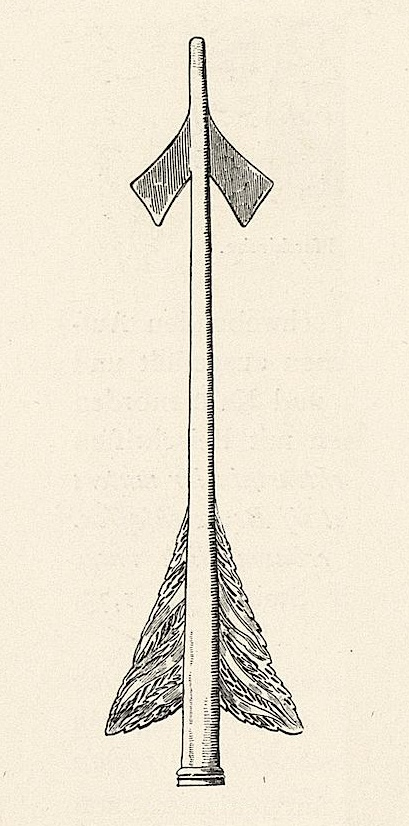
Sebastianspfeil in Breitenbrunn

Im Kirchenschatz der Pfarrkirche von Breitenbrunn hat sich ein 24 cm langer, hohler Pfeil aus vergoldetem Silber erhalten, der wohl aus der Wallfahrtskirche St. Sebastian stammt und mit einem nur 16 cm hohen Kelch von einfacher Pokalform aus dem gleichen Material zusammenzugehören scheint. Beide werden in das 16. Jahrhundert bzw. dessen 2. Hälfte datiert.
In Amberg war im 16. Jahrhundert die Sebastianskirche zerstört worden. Ab 1708 bemühte man sich um ihren Wiederaufbau und um die Belebung der Verehrung des Heiligen. Spätestens 1723 wurden ein Sebastianspfeil und ein Kelch gestiftet. Der Pfeil wurde für einige Zeit nach Ebersberg verbracht und dort in Berührung mit der Reliquie gelagert, damit er selbst zur Berührungsreliquie werde. 1723 wandte sich der Ortsgeistliche an das bischöfliche Ordinariat in Regensburg und ersuchte um die Erlaubnis, den Gläubigen am Fest des heiligen Sebastian den Sebastianswein zu reichen. Als Anlage zum Antwortschreiben sind in den Akten das lateinische Segensgebet für die Weihe des Weins mit dem Pfeil sowie Hinweise zur Weihe und zur Spendung des Weins durch den Pfeil überliefert. Wie die Röhrchen in Ebersberg wurden also in Amberg und sicher auch in Breitenbrunn die Pfeile als Trinkhalme verwendet.
Das einleitende Segensgebet (Benedictio vini in Festo S. Sebastiani M. – Segen des Weines am Fest des hl. Märtyrers Sebastian) macht deutlich, was man sich vom Heiligen, seiner Fürsprache bei Christus und seinem Wein erhoffte: Der Wein „möge alle, die ihn trinken und den Namen Christi demütig anrufen, vor allen Gefahren bewahren, besonders vor Pest und Epidemien.“ Beim anschließenden Segen tauchte der Priester den Pfeil in den Wein und machte damit das Kreuzzeichen. Während der Spendung des Weins sprach der Priester zu jedem einzelnen Gläubigen: „Durch die Fürsprache des hl. Sebastian befreie dich der Herr von allen Übeln des Leibes und der Seele. Im Namen des Vaters und des Sohnes und des Heiligen Geistes.“ In diesen Formulierungen kommt deutlich die Mittlerrolle des Heiligen zum Ausdruck.
In Breitenbrunn und Amberg erlosch der Brauch des Sebastiansweins in der Zeit der Aufklärung.